# ジェベル (競走馬)
ジェベル（Djebel、1937年 - 1958年）はフランスの競走馬、種牡馬である。名馬産家マルセル・ブサックの代表的な生産馬で1940年の2000ギニー、1942年の凱旋門賞を制した。

## 戦績
初戦を2着したあとのモルニ賞でも2着。イギリスに遠征しミドルパークステークスに出走、イギリスで初勝利を挙げる。その後はフランスに戻りシャトゥ賞を勝利、オマール賞を2着としてフランス最優秀2歳馬に選ばれた。
3歳になったジェベルはラグランジュ賞で勝利したあと、イギリスのクラシック･2000ギニーに挑戦する。21頭もの出走馬がいたが、後続に2馬身差で勝利した。ブサックにとっては初のイギリスクラシック制覇となった。のちフランスに戻り、プール・デッセ1着（プール・デッセ・デ・プーリッシュと10月に合同開催）、シャンティイ賞（代行ジョッケクルブ賞）3着として3歳シーズンを終えた。
4歳ではボイヤール賞、アルクール賞、エドヴィユ賞と3連勝するがサンクルー大賞では2着、シャンティイ賞でも2着として凱旋門賞では3着となる。5歳になった1942年はサブロン賞を1着したあとは前年と同じローテーションで進み、ボイヤール賞、アルクール賞、エドヴィユ賞では2年連続勝利とともに4連勝とした。サンクルー大賞ではレコードタイムで勝利、シャンティイ賞でも勝利して6連勝で臨んだ凱旋門賞では後続に2馬身差をつけて勝利、7連勝を達成しフランス最優秀古牡馬に選ばれた。

## 競走成績
- 1939年(2歳) 5戦2勝
  - 1着 ミドルパークステークス、シャトゥ賞
  - 2着 モルニ賞、オマール賞
- 1940年(3歳) 4戦3勝
  - 1着 2000ギニー、ラグランジュ賞、プール・デッセ
  - 3着 シャンティイ賞
- 1941年(4歳) 6戦3勝
  - 1着 ボイヤール賞、アルクール賞、エドヴィユ賞
  - 2着 サンクルー大賞、シャンティイ賞
  - 3着 凱旋門賞
- 1942年(5歳) 7戦7勝
  - 1着 サブロン賞、ボイヤール賞、アルクール賞、エドヴィユ賞、サンクルー大賞、シャンティイ賞、凱旋門賞

## 引退後
引退後はトウルビヨンやゴヤ、ファリスとともにブサックの主要な種牡馬として活躍した。初年度産駒からジェラル、アルバーなどを送り出し1947年から1949年まで3年連続でフランスリーディングサイアーを獲得した。1950年はサイアーランキング2位となるが1956年にふたたびフランスリーディングサイアーに輝いた。コロナティオンが凱旋門賞を制し、ガルカドールは71年ぶりとなるヘロド系のダービー馬となった。
ジェベルは1958年に死亡した。メゾンラフィット競馬場ではジェベルの名を冠したジェベル賞 (G3) が行われている。

### おもな産駒
- 1944年産
  - Djelal/ジェラル（ジャック・ル・マロワ賞、リュパン賞など）
  - Arbar/アルバー（アスコットゴールドカップ、カドラン賞など、産駒のAbdosは仏グランクリテリウム勝ち）
  - Clarion/クラリオン（非ブサック産。グランクリテリウムなど、直系にLuthier、Ahonooraなど）
- 1945年産
  - Djeddah/ジェダー（エクリプスステークスなど、Never Bend、Bold Reasonの母父）
  - My Babu/マイバブ（非ブサック産。2000ギニー（レコード勝ち）、サセックスステークスなど、直系にパーソロン）
- 1946年産
  - Coronation/コロナティオン（凱旋門賞、プール・デッセ・デ・プーリッシュなど）
  - Marveil/マルヴェイル（ジャンプラ賞など）
- 1947年産
  - Emperor/エンペラー（デュハーストステークスなど）
  - Galcador/ガルカドール（ダービーステークスなど）
- 1948年産
  - Djelfa/ジェルファ（プール・デッセ・デ・プーリッシュなど、Tourbillonと同じくFrizetteの子孫であり、Ksar3×3・Durbar4×5・Frizette5×5とTourbillonを重ねたような血統）
- 1949年産
  - Arbele/アルベル（イスパーン賞、ジャック・ル・マロワ賞など）
  - Argur/アルグー（エクリプスステークス、クイーンアンステークスなど）
- 1951年産
  - Cordova/コルドヴァ（モルニ賞、ロベールパパン賞など）
- 1953年産
  - Apollonia/アポロニア（プール・デッセ・デ・プーリッシュ、ディアヌ賞など）
  - Janiari/ジャニアリ（ヴェルメイユ賞など）
- 1958年産
  - Corandia/コランディア（繁殖牝馬、ベルワイドの母）

## 血統表
| ジェベル (Djebel)の血統（トウルビヨン系 / Omnium 4×5=9.38% (父内) 、Bay Ronald 4×5=9.38% (母内) 、Hampton 5×5=6.25% (母内) 、Galopin 5×5=6.25% (母内) ) | ジェベル (Djebel)の血統（トウルビヨン系 / Omnium 4×5=9.38% (父内) 、Bay Ronald 4×5=9.38% (母内) 、Hampton 5×5=6.25% (母内) 、Galopin 5×5=6.25% (母内) ) | ジェベル (Djebel)の血統（トウルビヨン系 / Omnium 4×5=9.38% (父内) 、Bay Ronald 4×5=9.38% (母内) 、Hampton 5×5=6.25% (母内) 、Galopin 5×5=6.25% (母内) ) | （血統表の出典）  | （血統表の出典） |
| 父 Tourbillon 1928 鹿毛 | 父の父Ksar 1918 栗毛 | Bruleur | Chouberski        | Chouberski       |
| 父 Tourbillon 1928 鹿毛 | 父の父Ksar 1918 栗毛 | Bruleur | Basse Terre       |                  |
| 父 Tourbillon 1928 鹿毛 | 父の父Ksar 1918 栗毛 | Kizil Kourgan | Omnium            | Omnium           |
| 父 Tourbillon 1928 鹿毛 | 父の父Ksar 1918 栗毛 | Kizil Kourgan | Kasbah            |                  |
| 父 Tourbillon 1928 鹿毛 | 父の母Durban 1918 鹿毛 | Durbar | Rabelais          | Rabelais         |
| 父 Tourbillon 1928 鹿毛 | 父の母Durban 1918 鹿毛 | Durbar | Armenia           |                  |
| 父 Tourbillon 1928 鹿毛 | 父の母Durban 1918 鹿毛 | Banshee | Irish Lad         | Irish Lad        |
| 父 Tourbillon 1928 鹿毛 | 父の母Durban 1918 鹿毛 | Banshee | Frizette          |                  |
| 母 Loika 1926 栗毛 | 母の父Gay Crusader 1914 鹿毛 | Bayardo | Bay Ronald        | Bay Ronald       |
| 母 Loika 1926 栗毛 | 母の父Gay Crusader 1914 鹿毛 | Bayardo | Galicia           |                  |
| 母 Loika 1926 栗毛 | 母の父Gay Crusader 1914 鹿毛 | Gay Laura | Beppo             | Beppo            |
| 母 Loika 1926 栗毛 | 母の父Gay Crusader 1914 鹿毛 | Gay Laura | Galeottia         |                  |
| 母 Loika 1926 栗毛 | 母の母Coeur a Coeur 1921 栗毛 | Teddy | Ajax              | Ajax             |
| 母 Loika 1926 栗毛 | 母の母Coeur a Coeur 1921 栗毛 | Teddy | Rondeau           |                  |
| 母 Loika 1926 栗毛 | 母の母Coeur a Coeur 1921 栗毛 | Ballantrae | Ayrshire          | Ayrshire         |
| 母 Loika 1926 栗毛 | 母の母Coeur a Coeur 1921 栗毛 | Ballantrae | Abeyance F-No.5-j |                  |

- 父内、母内でそれぞれインブリード（インクロス）があるが、配合は5代内アウトブリードである。
- 母Loikaは名繁殖牝馬であり、7頭の勝ち馬を輩出した。
- 半弟Hieroclesはイスパーン賞連覇などの実績がある。
- 他の主な近親に、アメリカ競馬殿堂馬のEquipoiseとSeabiscuit がいる。